# 中葛飾郡

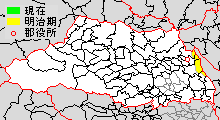
埼玉県中葛飾郡の範囲

中葛飾郡（なかかつしかぐん）は、埼玉県にあった郡。

## 郡域
現在の行政区画では幸手市、北葛飾郡杉戸町、春日部市、北葛飾郡松伏町の、中川と江戸川に挟まれた地域に相当する。

## 歴史
古代の下総国葛飾郡中・北部が中世に入って下河邊庄となり、さらに江戸期の利根川東遷事業によって利根川西岸となった地域のうち、武蔵国に編入されなかった部分にあたる。

### 郡発足までの沿革
- 「旧高旧領取調帳」に記載されている明治初年時点での、後の当郡域の支配は以下の通り。（43村）

| 知行         | 知行                         | 村数 | 村名 |
| ------------ | ---------------------------- | ---- | --- |
| 幕府領       | 幕府領                       | 19村 | 飯沼村、赤崎村、水角村、魚沼村、築比地村、金杉村、米崎村、新宿新田、中野村、下柳村、米島村、大衾村、西金野井村、立野村、西親野井村、西宝珠花村、鷲ノ巣村、宮前村、木野川村 |
| 幕府領       | 旗本領                       | 3村  | 永沼村、神間村、深輪村 |
| 幕府領       | 一橋家領                     | 5村  | 榎村、目沼村、中島村、細野村、屏風村 |
| 幕府領       | 幕府領・旗本領               | 11村 | 上柳村、金崎村、上金崎村、塚崎村、椚村、下吉妻村、小平村、上吉妻村、木崎村、椿村、倉常村                                                                                   |
| 藩領         | 下総関宿藩                   | 1村  | 槙野地村 |
| 藩領         | 武蔵岩槻藩                   | 2村  | 上木津内村、下木津内村 |
| 幕府領・藩領 | 幕府領・関宿藩               | 1村  | 花島村 |
| 幕府領・藩領 | 旗本領・一橋家領・駿河田中藩 | 1村  | 芦橋村 |

- 慶応4年
  - 7月13日（1868年8月30日） - 駿河田中藩が安房長尾藩に転封。
  - 8月4日（1868年9月19日） - 田中藩領、幕府領などが下総知県事の管轄となる。
- 明治2年1月13日（1869年2月23日） - 下総知県事が葛飾県となる。
- 明治4年
  - 7月14日（1871年8月29日） - 廃藩置県により、藩領が関宿県、岩槻県の管轄となる。
  - 11月14日（1871年12月25日） - 第1次府県統合により、全域が印旛県の管轄となる。
- 1873年（明治6年）6月15日 - 印旛県が木更津県に統合して千葉県が発足。
- 1875年（明治8年） - 下総国葛飾郡のうち江戸川以西の区域が千葉県から埼玉県に移管。
- 1876年（明治9年） - 上木津内村と下木津内村が合併して木津内村となる。（42村）

### 郡発足以降の沿革
- 1879年（明治12年）3月17日 - 郡区町村編制法の埼玉県での施行により、下総国葛飾郡のうち埼玉県に属する区域（1875年に千葉県から移管された区域）をもって中葛飾郡が発足。北葛飾郡杉戸宿に設置された北葛飾郡役所が管轄[1]。

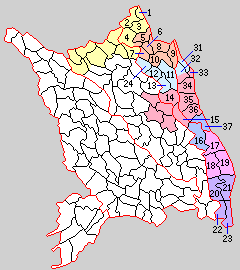
31.豊岡村 32.桜井村 33.宝珠花村 34.富多村 35.南桜井村 36.川辺村 37.金杉村（赤：春日部市 橙：幸手市 青：松伏町 水色：杉戸町 1 - 24は北葛飾郡）

- 1889年（明治22年）4月1日 - 町村制の施行により、以下の町村が発足。（7村）
  - 豊岡村 ← 槇野地村、花島村、中島村（現幸手市）、目沼村、木津内村、宮前村、鷲巣村、木野川村（現杉戸町）
  - 桜井村 ← 細野村（現幸手市）、椿村、深輪村、屏風村（現杉戸町）、木崎村、芦橋村、倉常村（現春日部市）
  - 宝珠花村 ← 西宝珠花村、西親野井村、塚崎村（現春日部市）
  - 富多村 ← 神間村、上吉妻村、下吉妻村、小平村、椚村、立野村、榎村（現春日部市）
  - 南桜井村 ← 上柳村、永沼村、下柳村、金崎村、上金崎村、西金野井村、大衾村（現春日部市）
  - 川辺村 ← 米崎村、飯沼村、赤崎村、水角村、中野村、米島村、新宿新田（現春日部市）
  - 金杉村 ← 金杉村、魚沼村、築比地村（現松伏町）
- 1895年（明治28年）3月30日 - 千葉県東葛飾郡関宿町の一部（向河岸、向下河岸）が豊岡村に編入。（現在の幸手市大字西関宿）
- 1896年（明治29年）4月1日 - 北葛飾郡・中葛飾郡の区域をもって、改めて北葛飾郡が発足。同日中葛飾郡廃止。

## 行政
北葛飾・中葛飾郡長
| 代 | 氏名 | 就任年月日                | 退任年月日                | 備考                               |
| -- | ---- | ------------------------- | ------------------------- | ---------------------------------- |
| 1  |      | 明治11年（1879年）3月17日 |                           |                                    |
|    |      |                           | 明治29年（1896年）3月31日 | 北葛飾郡との合併により中葛飾郡廃止 |